# Subcarpați (formație)
Subcarpați este un proiect muzical demarat în 2010 de solistul trupei Șuie Paparude, MC Bean (Alexe Marius Andrei), care combină elemente din muzica electronică și hip-hop cu influențe din folclorul românesc. Genul muzical adoptat este descris drept folclor contemporan sau folclor underground și constă în general în reinterpretări ale unor piese din folclorul românesc pe ritmuri moderne. În proiect au fost sau sunt implicați mai mulți artiști precum Omu' Gnom (Raparta), DJ Limun din Timișoara, Psihotrop, Mara și Dragonu de la Specii, VJ Andri, DJ Power Pe Vinil, Argatu', Esqu și alți colaboratori.. De asemenea, proiectul este susținut de zeci de trupe și artiști: AFO, Geneza, Surorile Osoianu, Chimie, OCS, Dj Crissss și nu numai.Trupa a fost descrisă în cotidianul britanic The Guardian drept un mix exploziv între vechi și nou. E o combinație eclectică ce aduce împreună melancolia specifică pieselor folk românești și cântecelor de unitate, instrumente tradiționale și ritmuri de trip-hop, dubstep, hip-hop și dancehall.
```
     Trupa Subcarpați a avut parte de multe schimbări, și la nivel de sunet cât și la componența de pe scenă. 
   În 2010, în trupă erau Bean Mc, Dj Limun și Vj Andri.
```

Primul lor concert a fost la Tmbase Timișoara în octombrie 2010. Au avut parte de mulți colaboratori. 
```
   În 2011 formula e aceiași, doar colaborările și atragerea artiștilor a fost mai mare. 
   În 2012, trupa ajunge să devină din ce în ce mai cunoscută, tot atunci în trupă intră Vali Umbră, Georgiana Manaila, Afo (de prin 2011 colabora cu ei), și vine Dj Power pe vinil. Au parte de foarte multe concerte. În 2013 totul e la fel, li s-a mai alăturat un băiat la baterie Vladimir Cristache. Totodată cu campania "Salvați Roșia Montană" trupa ajunge să susțină mult această mișcare în 2012 cât și în 2013 și au numeroase concerte. Pe la finalul anului 2013, intră în trupă Mădălina Pavăl, o tânără cântăreață din Fălticeni.
   În 2014 trupa devine și mai cunoscută cu lansarea albumului Pielea de găină, care e foarte ascultat. 
```

Tot atunci l-i se alătură Claudiu Rusu aka Kani la baterie/ percuție. Era vremea când Subcarpați ,,explodau pe folclor" zicea Bean.
Tot atunci, au format o orchestră "Band" cu care au cântat la multe concerte dintre care: festivalul Plai de la Timișoara sau concertul lor tradițional de pe 30 noiembrie/ 1 decembrie de la arenele romane care a fost postat pe canalul lor de YouTube. Fiind unul dintre cele mai reușite producții, atunci trupa Subcarpați ajunge să aibă instrumentiști cu tot cu vocali. 
```
     De la sfârșitul anului 2014, cât pe tot parcursul anului 2015, trupa era în formula următoare: Bean Mc/ Vali Umbră/ Afo/ Mădălina Pavăl/ Mara(o cântăreață Aromancă, fiind și nașa lui Bean)- voce // Kani- baterie // Power pe vinil- dj/chitară bas // Vj Andri/ Cristi "Americanu'" Anca- Chitară/ voce de fundal și partea lor tehnică.
```

```
     În 2016, trupa ajunge să aibă cele mai multe concerte, deja din ianuarie 2016, au avut un concert la Teatrul national timisoara unde o înregistrare a piesei Frunzuliță Iarbă Deasă a ajuns virală făcând cele mai multe vizualizări. Se muncea extrem de mult la albumul Satele unite ale Balcanilor care urma să fie lansat la vară. 
```

Din toamna lui 2015 s-a renunțat la orchestră, s-au păstrat acordeonistul Alin Stoianovici și violonista Carmen  pentru concertele Electro acustice. 
```
    Din mai 2016, l-i s-a alăturat Valentin Mușat Mureșanu, un chitarist din Focșani, care era de la Trupa Hara . El fiind cel cu chitările de pe Satele unite ale Balcanilor. Tot din iunie 2016, Alin Stoianovici de la acordeon synth rămâne în trupă pe tot parcursul anului 2016 cât și anii ce au urmat.
```

Trupa ajunge să aibă un turneu de lansare prin țară în colaborare cu Red bull, un turneu numit "Red bull tour bus " unde au fost în destinații precum : Râmnicu Vâlcea, Novaci, Târgu Jiu și Onești astfel putând lansa ,,cum trebuie" albumul după spusele lui Bean. Pe parcurs, Vali Umbră a decis să ia o pauză de muzică cu Subcarpați și celalte proiecte ale lui și multă lume era nedumerită de ce s-a întâmplat cu Vali. Până la urmă trupa a mers mai departe terminând turneul și albumul.
Pe data de 26 august 2016, au lansat albumul Satele unite ale Balcanilor în cadrul festivalului Green sounds din parcul Herăstrău din București. Un concert extraordinar după spusele artiștilor și ale publicului numeros cu 30 000 de oameni. În ultima parte a anului 2016, trupa a mers mai departe cu lansarea albumului, RomaNecredinciosul întră în trupă din septembrie și continuă anul cu multe concerte. Subcarpați însemna în 2016: Bean/ Afo/ RomaNecredinciosul/ Psihotrop uneori (freestyle)/ Mădălina Pavăl/ Mara/ Maria Casandra Hausi (doar 2016)/ Valentin Mușat-chitară/ Alin Stoianovici- acordeon synth/ Kani- baterie/ Power pe vinil- dj și colaboratorii părții tehnice. 
```
  Lafel și 2017 rămâne lafel, doar că Mara ia o pauză cu Subcarpați de 2 ani și revine în 2019 pe scenă cu ei. Trupa continuă cu foarte multe concerte, în trupă vine Faust un Mc din Pitești și bun colaborator cu brigada Culese din cartier, romaN și Mădălina Pavăl au rămas pe cariera lor solo, dar RomaN rămânând bun colaborator cu colectivul culese din cartier. Subcarpați au mers mai departe, făcând senzații la concertele din 2017. Artistul Moș Martin care cântă cu Argatu', s-a alăturat și el în Subcarpați, cânta în vocea de fundal la niște concerte unde putea fi prezent.
     În 2018, Bean a început proiectul Atelierul de identitate unde promovează Cavalul ca instrument național, fiind instrumentul cu care cântă piesa '84-'85 sau cu care făcea intro-urile concertelor în 2016. 
```

Având multe concerte ca în toți anii, au ajuns la festivaluri precum Untold din 2015, Electric Castle din 2014, Summer well din 2018, Afterhills din 2018 și multe alte festivaluri mari de la noi din țară, deasemnea au susținut și multe concerte în alte țări unde e diaspora română precum : Germania, Anglia, Franța, Spania și Belgia. Tot în același timp au cântat și în țări din vecinătatea României ca Bulgaria, Ucraina, Austria, Grecia și Republica Moldova. Soundul se schimbă, Chitaristul Mușat își face chitara să scoată sunete noi și mai ales de rock la niște piese ( înainte nu prea se auzeau) și încântă publicul cu solo-urile sale de chitară care te fac să sari și acordeonistul Alin Stoianovici face mai multe sunete de acordeon decât synthuri și încântă publicul cu solourile sale de acordeon lafel și de synthuri. O cântăreață nouă întră în trupă, Ioana Milculescu, o tânără artistă din Corabia, finalistă la concursul Vedeta Populară. 
În ultima parte a anului 2018, după un concert la Londra, 
La 1 decembrie, la arenele romane București, la concertul lor tradițional, au lansat albumele " Zori și Asfințit " două albume în unul singur. Un album cu piese frumoase, lungi și  chiar unele care erau de dinaintea albumului din 2016 Satele unite ale Balcanilor, care nu se potriveau pe el așa că le-au pus pe acesta, declară taica Bean.
```
  În 2019, la baterie vine Radu Pieloiu, un toboșar  din Timișoara, fiindcă toboșarul Kani a decis să ia o pauză pentru a se dedica familiei. După multe producții și repetiții,Subcarpați ajunge la un nivel înalt de concerte, au organizat un concert propriu numit "Dă-i Foale " la arenele romane în mai 2019, și au făcut două live sessionuri super vizualizate. Primul a fost Dă-i Foale LIVE care conține piesele Mircea Alimos într-o nouă variantă alături de trupa Hanu' adică Călin Han (pe care o cântau în intro în 2018, dar au modificat-o ) și piesa Dă-i Foale în sine scos în mai 2019. 
Iar al-doi-lea, Colind și Limba Română cu Surorile Osoianu care devine super viral și cel mai apreciat clip de pe canalul lor, lansat în noiembrie 2019. Subcarpați super fericiți să colaboreze cu Surorile Osoianu pe care le samplau de mult, au făcut prima colaborare cu piesa Limba Română, lansată la festivalul, Electric Castle 2019 unde trupa a fost Prima trupă Românescă Headliner la un festival ca acesta. Unde au făcut mare senzație. 
```

Din anii 2018- 2020 lumea a putut constata un punct culminant al trupei pe diverse criterii și oamenii de atunci erau:
La microfon:
Bean MC: coordonator, voce, fluier, caval și principal compozitor
Afo, Faust, Motanu', Moș Martin, Fănescu, Mc Micha, Cristi Tache, Ioana Milculescu, Mara și Frate Gheorghe- voce
Instrumentiști:
Valentin Mușat- chitară; Alin Stoianovici- acordeon synth; Radu Pieloiu- tobe(baterie); Power pe Vinil- dj și clape; Călin Han- caval și fluier; Sandu Cordonean/ Mihai Velicu și într-un final Beniamin Ambăruș- dobă
Partea tehnică/social media:
Radu Layer Dobra, Daniel Hurmuz, Robert Manole, Andrei Costea, Cristian ,,Bandy" Brandadur, Marian ,,Mogli" Barbu, Alex ,,Jiji" Alexe- sunet ; Bogdan ,,Zoom" Anghel; Dragoș ,,Cuscru" Vașiloaia- lumini și visuals ; Victor Manea și Cristian Tache- rețele sociale + booking/ manageri ; Mihai Velicu- cameră, manager secund și Steag + Manole Sava- cameră (autorul cărții 1 an cu Subcarpați)

Pe perioada crizei economice și pandemice create de virusul Covid-19, trupa își continuă activitatea prin online și reușind să cânte la niște concerte permise după legile în vigoare de atunci, lansând piese și live-streamuri inclusiv linia lor de haine brand-uită sub numele de Sub shop. 
După multe plecări și veniri în trupă, la final de 2021, trupa Subcarpați scoate primul său vinil intitulat ,,Folcloru-i oxigen pentru un popor asmatic" având 4 piese, toate în colaborare cu diverse ansamble din toate colțurile țării, devenind popular în 2022 o dată cu lansarea proiectului cu NFT-uri pentru a unii comunitatea de fani, și a crea Centrul Cultural Subcarpați pentru promovarea folclorului regrupând diverse activități. 
După ridicarea completă, a restricțiilor impuse pe perioada crizei pandemice, trupa își reia activitatea concertistică din plin, cu noi inițiative prin diverse locații cum ar fi Șezători, cursuri de caval și invitații diverse.
Tot în 2022, Călin Han se retrage din Subcarpaţi pentru a-și urma cariera militară și solo în orașul său de baștină Sibiu, fiind înlocuit de un tânăr cavalist Gabriel Groza din comunitatea națională a cavaliștilor ,, Tot ce Suflă", pe urmă creându-se o nouă trupă în satul Culese din cartier de folclor autentic și arhaic  ,, Floare de maidan " încheind împreună anul 2022 cu Subcarpați.

În 2023, apar noi schimbări în trupă, după spusele lui Bean, trupa a trecut la o nouă reinventare în materie de sunet și structuri ale pieselor achiziționând aparatură nouă de producție și cântare live, venind cu un nou concept concertistic, lansat oficial în primăvara lui 2023 la primele concerte ale trupei în noul ,,format". Tot de atunci Faust se retrage din trupă pentru a își urma cariera solo cu toate proiectele sale rămânând colaborator implicat cu colectivul Culese din cartier. 
Tot în 2023, trupa își lansează al 7 lea album numit ,,Valea Voltului" cu un sunet mai clasic puternic influențat de țambale și viori, cu o primă piesă ,,Pasăre ca cucu" lansată live în august și după audio în noiembrie urmată pe urmă de o altă piesă eponimă ,,Pasăre ca Cucu 2" în colaborare cu Frate Gheorghe aducând pe 1 decembrie tot albumul cu ele două și concertul tradițional ,,Sărbătoarea Subcarpați" la ediția numărul 13 și în ultima parte a lunii Decembrie încheind anul cu alte 3 concerte.
În 2024, povestea continuă lafel ca în 2023, cu câteva modificări prin concerte și prin formatul unor piese dar și cu piese noi de pe Valea Voltului cât și două single-uri noi : ,,Pankăreală 2" și ,,Probă de Suflet".
În prezent trupa își susține concertele cu casa plină de peste 15 ani și din 2024, își încheie concertele cu trupa Floare de Maidan din colectivul lor sau la deschidere, și uneori acompaniați de trupa Ioanei Milculescu venind cu multe proiecte la diverse festivaluri, punând de la an la an, accentul pe folclor, autenticitate și importanță simbolică și națională!
Lista membrilor trupei actuali în 2024 sunt: Bean Mc- voce, fluier, caval/ Afo - voce, clape- bas/ Motanu', Ioana Milculescu, Micha și Chinezu'/ Gabriel Groza - caval/ Valentin Mușat - chitară/ Matei Vasilescu - țambal / Beniamin Ambăruş - dobă, voce /Radu Pieloiu - baterie/ Power pe vinil-dj și oamenii lor de la Partea tehnică: la sunet cu Radu Layer Dobra și Robert ,,Jah Jah" Manole ; Zoom și Cuscru Vj la lumini ; Cristi Tache, Alex Alexe și Bogdan Curec pe partea social media, booking și filmări 

## Discografie
Albume de studio
- Subcarpați (2010)
- Underground Folclor (2012)
- Pielea de gaină (2014)
- Satele Unite ale Balcanilor (2016)
- Zori și Asfințit (2018)
- Folcloru-i oxigen pentru un popor asmatic- Vinyl Edition (2021)

Compilații
- Culese din cartier (2011)

În 2012 a fost lansat și albumul Argatu' sub umbrela Culese din cartier, acesta fiind un material distinct. Sub același nume, Argatu a lansat în anii ce au urmat 5 albume cu același nume "Culese din cartier" sub numele de volume dar fiecare cu un sound nou și o evoluție constantă.
2012 : "Culese din cartier" volumul 1
2013 : "Culese din cartier" volumul 2
2015 : "Culese din cartier" volumul 3
2018 : "Culese din cartier" volumul 4
2019 : "Culese din cartier" volumul 5
```
Toate materialele Subcarpați pot fi descărcate gratuit de pe site-ul oficial.
```